# Robotrek
Robotrek es un RPG lanzado en 1994.Fue desarrollado por Quintet junto Ancient y publicado por Enix para Super Nintendo. Como su nombre japonés スラップスティック ("Slapstick"), que se podría traducir como "Payasadas"lo indica, fue ideado como un videojuego humorístico designado para una audiencia joven, por la que los personajes se relacionan cómicamente en una historia seria. sin perder la esencia de las anteriores entregas de la compañía. El juego le permite al jugador controlar hasta a tres robots que deben construirse con partes que tienen que ser encontradas,  ganando batallas, o generándolas mediante el sistema de combinación del juego. Para muchos éste juego es considerado predecesor del popular videojuego Pokémon, ya que existe cierta similitud de que el personaje (jugador) no combate él, sino que en las batallas envía a sus robots a hacerlo, sin embargo, a diferencia del juego antes mencionado, algunas veces el jugador utiliza "Big Bombs" y el invento "Weather" (Weather Mom" en la versión japonesa) durante la batalla.
El juego tiene una jugabilidad similar a la mayoría de los videojuegos de RPG de la época, pero con algunas diferencias, la más notable es que el personaje principal crea sus propios robots para la batalla usando "Program Points" (cuya traducción literal es puntos de programa).Estos robots son altamente personalizables, en aspectos de equipamiento, ataques especiales, color y nombre.El jugador es capaz de crear un máximo de tres robots.

## Subir de nivel
El jugador puede subir de nivel (Level up) de dos tipo:
- Level up en general (Megas).
- Level up del equipamiento.

El primero es cuando el jugador gana experiencia y de acuerdo al nivel que adquiera podrá entender los libros (Inventor's Friend) y así poder construir más inventos o armas.
El segundo consiste en subir de nivel las armas del 1 al 9.Esto puede llevarse a cabo si consigue aceptar alguna cápsula con el premio de "Subir de nivel al equipamiento" o si combina dos armas iguales, hasta que llegue a Lv 9, sin embargo, algunas armas necesariamente subirán de Lv con el modo de encontrar premios en las cápsulas.
Nota:Es importante tomar en cuenta que las cápsulas desaparecen después  de un tiempo determinado (contéo que aparece en la esquina superior derecha de la pantalla durante el combate) y que su contenido está de forma aleatoria, por lo tanto habrá que tener cuidado ya que podrían contener trampas.
Otro punto que lo difire de los RPGs de la época, es que el jugador puede saber cuándo es su turno en la batalla e incluso cada vez que sube de nivel "Megas" tiene la oportunidad de reprogramar al robot, aumentándole diferentes apartados, entre esos estaba la opción de "Carga" que equivale al tiempo de espera del turno.Mientras más alta sea la carga, más rápido vendrá el turno del robot para pelear.

## Síntesis de Armas y  Chatarras
En Robotrek puedes crear inventos y equipamientos de menor o mayor fuerza. El jugador tendrá la opción combinar equipamientos y chatarras (Scraps) que se consiguen a lo largo del juego, para conseguir un nuevo elemento o  mejoralo.
Las diferentes Chatarras que podemos encontrar son: Scrap 1,Scrap 2, Scrap 3, Scrap 4, Scrap 5,Scrap 6, Scrap 7, Scrap 8, Scrap 9, Scrap 10, Scrap A y Scrap B.
- Scrap 9 y Scrap 10 al combinarlos con algún equipamiento u otra chatarra tienen como resultado armas más poderosas del juego.
- Algunos inventos, equipamientos y chatarras no son compatibles.

## Historia
En el planeta Quintenix (en japonés "Paradise Star"), un lugar que siempre ha sido pacífico, un grupo autodenominado "los Hackers" liderados por Blackmore, empiezan a oprimir a la población interrumpiendo la paz en el Pueblo de Rococó. El personaje principal,"Hero"(habrá que nombrarlo antes de iniciar la partida), es hijo del famoso inventor Dr. Akihabara. El protagonista descubre que el objetivo de los Hackers es la piedra de Treton, que permite ver el pasado, el futuro y viajar a través del tiempo.
El Treton había sido creado por un antepasado del protagonista, Rask ("Rusk") y su amigo Gateau.Este había visto el potencial que tenía la piedra como la llave para el dominio del Universo viajando por el tiempo. Rask esconde la piedra, pero su amigo, ya como miembro de los Hackers, la encuentra y decide seguir con su plan de dominación, empezando con el planeta natal de Rask, Choco ("Chocolate Star"). Es el objetivo del protagonista evitarlo.